# História da Madeira

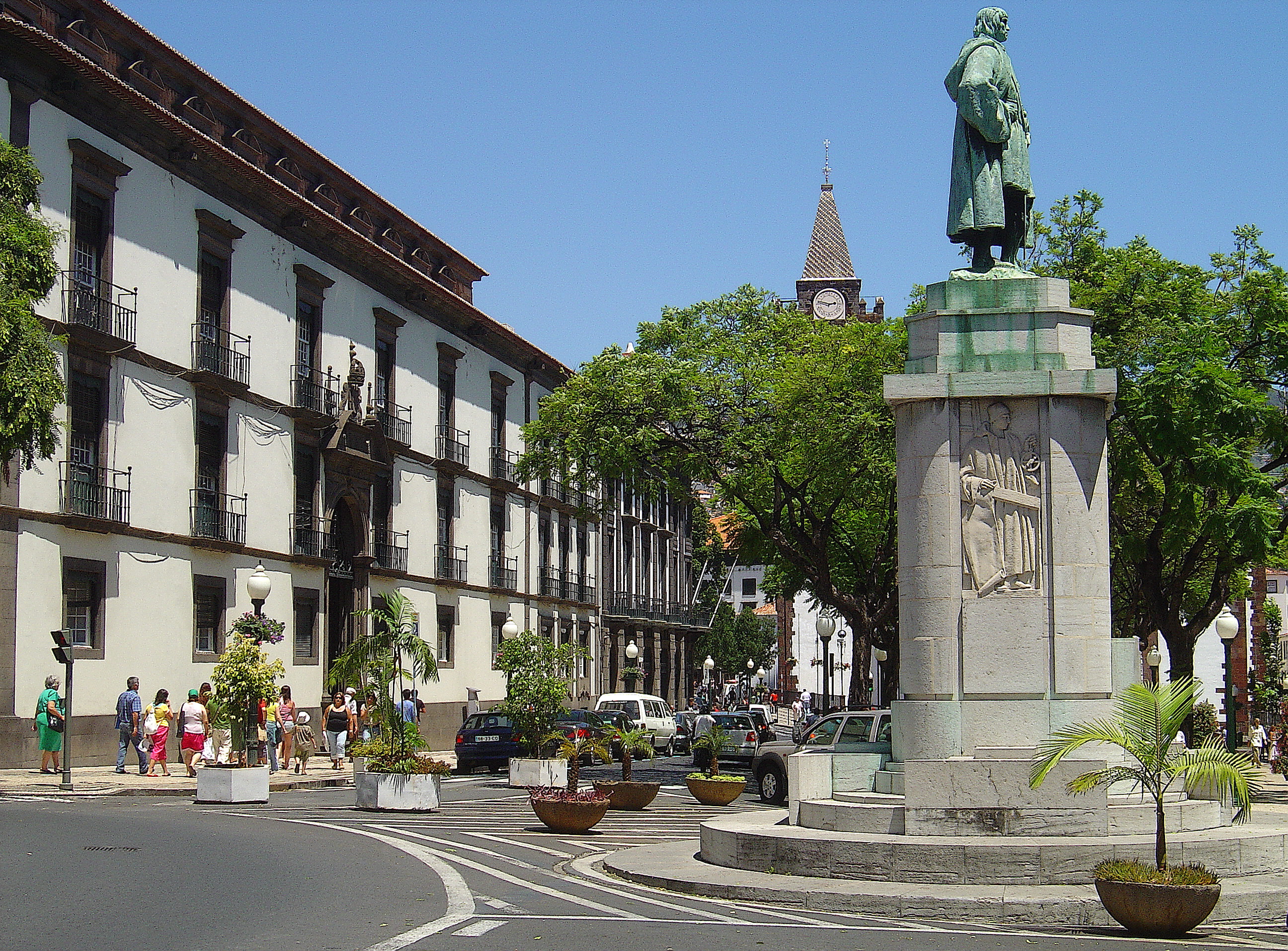
Funchal: estátua de João Gonçalves Zarco.

As ilhas do arquipélago da Madeira já seriam conhecidas antes da chegada dos europeus no século XIV, a crer em referências presentes em obras e cartas geográficas como o "Libro del Conoscimiento" (1348-1349), de autoria de um frade mendicante espanhol, no qual as ilhas são referidas pelo nome de "Leiname", "Diserta" e "Puerto Santo".
Em 1418, a ilha do Porto Santo foi redescoberta por João Gonçalves Zarco e Tristão Vaz Teixeira. No ano seguinte estes navegadores, acompanhados por Bartolomeu Perestrelo, chegaram à ilha da Madeira, na noite do dia 1 de julho de 1419, segundo Dias Leite. Todavia, o desembarque, a primeira missa e a exploração do vale ocorreram no dia seguinte.
Eram ilhas desabitadas que, pela sua localização — próximo à costa africana — revestiam-se de grande importância estratégica; e, pelo seu clima, ofereciam fortes potencialidades económicas, nomeadamente no tocante à exploração agrícola.

## O povoamento
Diante desses fatores, o domínio das ilhas foi doado pela Coroa de Portugal ao Infante D. Henrique. Por volta de 1425 iniciou-se o seu povoamento, uma iniciativa atribuída a João I de Portugal ou ao próprio infante. Nessa etapa, visando incentivar tanto o povoamento como a exploração económica, a partir de 1440 estabeleceu-se o regime das capitanias-donatárias:
- 1440 - Capitania de Machico, doada a Tristão Vaz Teixeira;
- 1446 - Capitania de Porto Santo, doada a Bartolomeu Perestrelo; e
- 1450 - Capitania do Funchal, doada a João Gonçalves Zarco.

Os três capitães-donatários fizeram levar as respectivas famílias e com elas um pequeno grupo de pessoas da pequena nobreza, gente de condições modestas e alguns antigos detentos do reino. 
A ilha foi gradualmente povoada por portugueses, principalmente das regiões do Algarve e Minho.
Para auferirem de condições mínimas para o desenvolvimento da agricultura, tiveram que desbastar uma parte da densa floresta de Laurissilva e construir um grande número de canalizações de água (as "levadas"), visto que numa parte da ilha havia água em excesso enquanto na outra esta escasseava.
Nos primeiros tempos, o peixe constituiu o principal meio de subsistência dos povoadores assim como os produtos horto-frutícolas. A ilha exportava madeiras de cedro, teixo, e produtos corantes como o sangue-de-dragão, anil e outros.
A primeira atividade agrícola local de grande relevo foi a cultura cerealífera do trigo. Inicialmente, os colonizadores produziam trigo para a sua própria subsistência mas, mais tarde, por volta de 1450, este passou a ser um produto de exportação para o reino e para as praças portuguesas na costa africana.
No entanto, diante da queda da produção cerealífera, o infante determinou mandar plantar na Madeira a cana-de-açúcar — então uma especiaria —, promovendo, para isso, a vinda, da Sicília, da soca da primeira planta e dos técnicos especializados nesta cultura. A produção de açúcar atraiu à ilha vários comerciantes Europeus, vindo a constituir-se num dinamizador da economia.
Aparentemente é na Madeira que, no contexto da produção do açúcar, foi aplicada mão-de-obra escrava negra pela primeira vez. O sistema colonial de produção de açúcar é posto em prática na Ilha da Madeira, numa escala muito menor, e será sucessivamente aplicado, em larga escala, noutras zonas de produção ultramarinas, como é o exemplo maior do Brasil.
Eventualmente, após este primeiro “boom” sentido no século XV e início do século XVI, surge o declínio da produção de açúcar na ilha. Esta crise acontece na segunda metade do século XVI e tem várias causas. A cana sacarina na ilha começa a evidenciar doença e, ao mesmo tempo, há também uma forte concorrência de novos territórios produtores: Canárias, São Tomé e, principalmente, o Brasil. Os engenhos de açúcar são gradualmente abandonados, sobrando poucos. 
Perante este contexto esta cultura perde importância para outra muito marcante para a ilha: o vinho. Com o declínio da produção açucareira, em finais do século XVI, substituíram-se os canaviais por vinhedos, dando origem ao chamado Ciclo do Vinho.
Nos séculos XVIII e XIX, os visitantes da ilha resumiam-se a quatro grandes grupos distintos: doentes, viajantes, turistas e cientistas. A maioria dos visitantes pertencia à aristocracia endinheirada.
Durante o século XV a Madeira desempenhou um importante papel nos Descobrimentos portugueses. Tornou-se também famosa pelas rotas comerciais que ligavam o porto do Funchal a toda a Europa. E foi no arquipélago da Madeira que o mercador Cristóvão Colombo aprofundou os conhecimentos da arte de navegar e planeou a sua célebre viagem para a América.
Pela Carta-régia de 27 de Abril de 1497, o rei Manuel I de Portugal (1495-1521), Mestre da Ordem de Cristo, tornou a Madeira realenga.
Das três capitanias, a do Funchal veio, ainda no século XV, a tornar-se preponderante graças à sua localização geográfica, ao seu porto e ao desenvolvimento da agro-manufatura açucareira. Desse modo, a povoação do Funchal foi elevada a vila (1451), cidade (1508) e sede de bispado (1514).

## Os séculos XVI e XVII

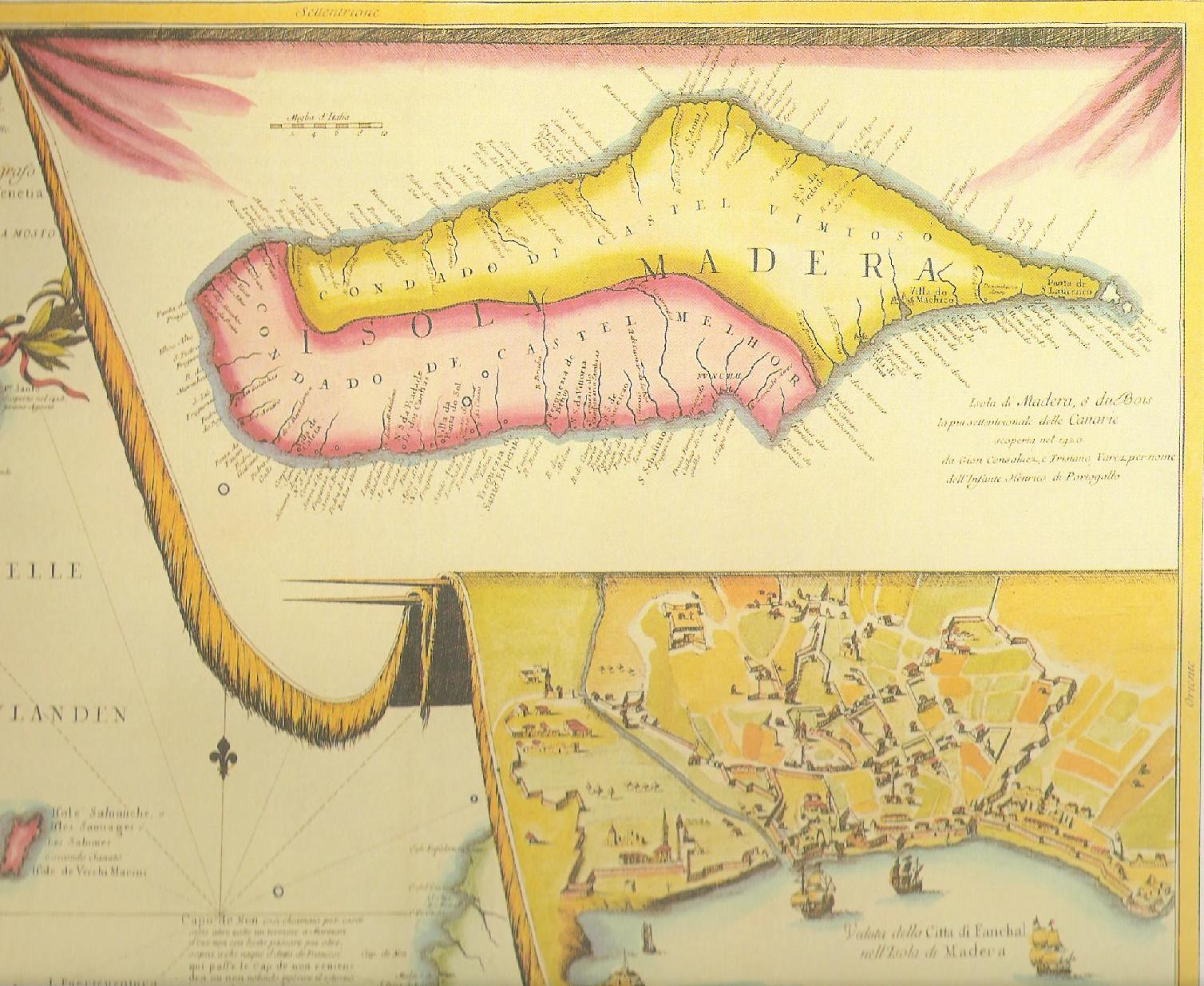
Mapa da Madeira (F. de Wit, 2ª metade do século XVII). No detalhe a cidade e baía do Funchal com suas fortificações.

A Madeira serviu também como modelo para a colonização do Brasil, baseado nas capitanias hereditárias e nas sesmarias, conforme atesta a nomeação de Pero de Góis por João III de Portugal, em 25 de agosto de 1536, quando o rei lhe determinou que exercesse o cargo "da maneira que ele deve ser feito e como o é o provedor da minha fazenda na Ilha da Madeira".
Diante da afirmação crescente do açúcar brasileiro e do de São Tomé e Príncipe, de que se ressentiu profundamente a economia madeirense, a partir do século XVII o vinho passou a constituir-se no mais importante produto de exploração.
Os arquipélagos eram constantes alvos dos ataques de corsários e piratas, vivendo num clima de alarme. A aclamação de Filipe I como rei de Portugal trouxe alguma redução destes ataques.
À época da Dinastia Filipina (1580-1640), a Madeira mantinha intensas relações comerciais com as Canárias e com os espanhóis, razão porque a união das coroas foi vista com satisfação pela população local.
Nessa altura, durante a vigência da União Ibérica, a administração do arquipélago da Madeira passou a ser exercida por Governadores Gerais, o primeiro dos quais foi o desembargador João Leitão.
No Brasil, no entanto, no contexto da Guerra da Restauração, os madeirenses tiveram também importante participação na Insurreição Pernambucana, contra a ocupação neerlandesa.
A notícia da Restauração da Independência de Portugal chegou ao arquipélago da Madeira a 29 de Dezembro de 1640.
Com a restauração e o estreitamento de relações com os ingleses, o Funchal vai beneficiar de forma inesperada com a mudança do portador da coroa, passando a contar com uma importante presença inglesa, que a utiliza como uma placa giratória entre as diversas rotas comerciais do Império Britânico.

## A Diáspora madeirense
Nos séculos XVII e XVIII, uma grave crise económica e alimentar motivaram a Diáspora Madeirense. Milhares de famílias partiram para as colónias. Na Madeira, o povo sofria com a  fome e a miséria. Em 1747, João V de Portugal ordenou o recrutamento voluntário de casais para povoarem a Ilha de Santa Catarina.  Em 1751, o governador Manuel Saldanha da Gama escreveu: "Nalguns portos da Ilha, o povo só se alimentava de raízes, flor de giesta e frutos." No mesmo ano, José I de Portugal mandou recrutar, só na cidade do Funchal, mil casais sem meios de subsistência para promover o povoamento das colónias, sobretudo do Brasil.

## O século XIX
No contexto da Guerra Peninsular registaram-se as ocupações britânicas da Madeira:
- A primeira, pelas forças do Coronel William Henry Clinton, de 23 de Julho de 1801 a 27 de Janeiro de 1802, sem interferência direta na administração civil;
- A segunda, entre 1807 e 1814, tendo, a 24 de Dezembro de 1807 o Estado-Maior do Tenente-Governador William Carr Beresford se instalado no Palácio de São Lourenço, então residência do Governador Pedro Fagundes Bacelar d'Antas e Menezes onde, como em todas as fortalezas da ilha, foi hasteada a bandeira do Reino Unido, sendo posteriormente publicada uma proclamação em que a população foi levada a reconhecer Jorge III do Reino Unido como o seu legítimo soberano.

Esta situação manteve-se até à assinatura do Tratado de Restituição da Madeira (Londres, 16 de Março de 1808), cuja cópia chegou à Madeira em finais de Abril. O arquipélago foi então devolvido à administração civil, tendo Beresford seguido para Lisboa em Agosto do mesmo ano. Uma guarnição britânica permaneceu estacionada no arquipélago até Setembro de 1814, quando da assinatura do Tratado de Paz entre a Grã-Bretanha e a França naquele ano.
Finda a Guerra Civil Portuguesa (1828-1834), com a assinatura da Convenção de Évora-Monte (1834), cessou a nomeação de Governadores e Capitães-generais para o arquipélago, sendo criado, inicialmente, o lugar de Prefeito e, em 1835, o de Governador Civil, a par de um Governador Militar.

## Do século XX à atualidade
O rei Carlos I de Portugal e sua esposa visitaram a ilha em 1901.
Após a Revolução dos Cravos em Portugal (1974), em 1 de julho de 1976 o país concedeu a autonomia política à Madeira, celebrada atualmente no "Dia da Região Autónoma Madeira".
Em 12 de setembro de 1978, foi criada a bandeira de Madeira. A parte azul simboliza o mar que rodeia a ilha e o amarelo representa a abundância da vida na ilha. A cruz vermelha da Ordem de Cristo, com uma cruz branca nela inscrita, é idêntica àquela nas caravelas do Infante D. Henrique que descobriram a ilha.
Em 20 de fevereiro de 2010 um forte temporal causou inundações e deslizamento de terras, provocando cerca de 32 mortes. sendo evidentes os sinais de destruição provocados pelas enxurradas, com as zonas altas do concelho do Funchal e, também, no concelho da Ribeira Brava a ser as mais afetadas.